# Campeonato Mundial de Luge de 2009
O Campeonato Mundial de Luge de 2009 foi a 39ª edição da competição, que foi disputada entre os dias 1 e 8 de fevereiro na cidade de Lake Placid, Nova Iorque, Estados Unidos.

## Medalhistas
| Evento                                 | Ouro                                                                           | Ouro     | Prata                                                                | Prata  | Bronze                                                       | Bronze |
| Individual masculino detalhes          | GER Felix Loch                                                                 | 1:44.336 | ITA Armin Zöggeler                                                   | +0.213 | AUT Daniel Pfister                                           | +0.701 |
| Individual feminino detalhes           | USA Erin Hamlin                                                                | 1:28.098 | GER Natalie Geisenberger                                             | +0.187 | UKR Natalia Yakushenko                                       | +0.236 |
| Duplas detalhes                        | ITA Itália Gerhard Plankensteiner Oswald Haselrieder                           | 1:27.401 | GER Alemanha André Florschütz Torsten Wustlich                       | +0.057 | USA Estados Unidos Mark Grimmette Brian Martin               | +0.210 |
| Revezamento misto por equipes detalhes | GER Alemanha Felix Loch Natalie Geisenberger André Florschütz Torsten Wustlich | 2:39.630 | AUT Áustria Daniel Pfister Nina Reithmeyer Peter Penz Georg Fischler | +1.510 | LAT Letônia Guntis Rēķis Maija Tīruma Andris Šics Juris Šics | +2.869 |

## Quadro de medalhas
| Ordem | País           |   |   |   |   |
| 1     | Alemanha       | 2 | 2 |   | 4 |
| 2     | Itália         | 1 | 1 |   | 2 |
| 3     | Estados Unidos | 1 |   | 1 | 2 |
| 4     | Áustria        |   | 1 | 1 | 2 |
| 5     | Letónia        |   |   | 1 | 1 |
| 5     | Ucrânia        |   |   | 1 | 1 |